# Circuito Masculino ITF 2014
El Circuito Masculino ITF 2014 es la edición 2014 del Tour de nivel de entrada para el tenista profesional masculino, y es la tercera gira de tenis de nivel por debajo de la Asociación de Tenistas Profesionales, ATP World Tour y ATP Challenger Tour. Es organizado por la Federación Internacional de Tenis (ITF) que, además, organiza el Circuito femenino ITF, que es un recorrido de nivel de entrada para el tenis profesional femenino. Los torneos Futuros se organizan para ofrecer $ 10,000 o $ 15,000 en premios y torneos que ofrece hospitalidad a los jugadores que compiten en el cuadro principal. Dan puntos de clasificación adicionales que son válidas en el marco del sistema de ranking ATP, y han de ser organizado por una asociación nacional o aprobados por el Comité del Circuito Masculino ITF.

## Distribución de puntos
| Categoría del torneo | G  | F  | SF | CF | R16 | R32 |
| -------------------- | -- | -- | -- | -- | --- | --- |
| Futures 15 000+H     | 35 | 20 | 10 | 4  | 1   | 0   |
| Futures 15 000       | 27 | 15 | 8  | 3  | 1   | 0   |
| Futures 10 000+H     | 27 | 15 | 8  | 3  | 1   | 0   |
| Futures 10 000       | 18 | 10 | 6  | 2  | 1   | 0   |

## Calendario

### Clave
| Torneos de $15 000 |
| Torneos de $10 000 |

### Enero
| Semana de   | Torneo | Campeón              | Campeones de dobles                         |
| ----------- | --- | -------------------- | ------------------------------------------- |
| 6 de enero  | Alemania F1 Archivado el 23 de febrero de 2014 en Wayback Machine. Schwieberdingen, Carpeta (indoor)         | Fabrice Martin       | Jacob Adaktusson Dimitar Kutrovsky          |
| 6 de enero  | USA F1 Archivado el 14 de julio de 2014 en Wayback Machine. Plantation, Tierra batida                        | Sekou Bangoura       | Kevin King Juan Carlos Spir                 |
| 13 de enero | Egipto F1 Archivado el 22 de febrero de 2014 en Wayback Machine. Sharm el-Sheikh, Tierra batida              | Tak Khunn Wang       | José Pereira Tak Khunn Wang                 |
| 13 de enero | Francia F1 Archivado el 23 de febrero de 2014 en Wayback Machine. Bagnoles-de-l'Orne, Tierra batida (indoor) | Jonathan Eysseric    | Błażej Koniusz Mateusz Kowalczyk            |
| 13 de enero | Alemania F2 Archivado el 22 de febrero de 2014 en Wayback Machine. Stuttgart, Dura (indoor)                  | Uladzimir Ignatik    | Kevin Krawietz Hannes Wagner                |
| 13 de enero | Gran Bretaña F1 Archivado el 23 de febrero de 2014 en Wayback Machine. Glasgow, Dura (indoor)                | Laurynas Grigelis    | David Rice Sean Thornley                    |
| 13 de enero | Israel F1 Archivado el 14 de julio de 2014 en Wayback Machine. Eilat, Dura                                   | Martin Vaisse        | Lewis Burton Marcus Willis                  |
| 13 de enero | USA F2 Archivado el 22 de febrero de 2014 en Wayback Machine. Sunrise, Tierra batida                         | Kyle Edmund          | Jason Jung Evan King                        |
| 20 de enero | Alemania F3 Archivado el 27 de febrero de 2014 en Wayback Machine. Kaarst, Carpeta (indoor)                  | Nikoloz Basilashvili | Nikoloz Basilashvili Alexander Bury         |
| 20 de enero | Egipto F2 Archivado el 27 de febrero de 2014 en Wayback Machine. Sharm el-Sheikh, Tierra batida              | Alberto Brizzi       | José Pereira Tak Khunn Wang                 |
| 20 de enero | Francia F2 Archivado el 23 de febrero de 2014 en Wayback Machine. Bressuire, Dura (indoor)                   | Josselin Ouanna      | Remi Boutillier Antso Rakotondramanga       |
| 20 de enero | Gran Bretaña F2 Archivado el 24 de septiembre de 2014 en Wayback Machine. Sunderland, Dura (indoor)          | Daniel Smethurst     | David Rice Sean Thornley                    |
| 20 de enero | Israel F2 Archivado el 1 de marzo de 2014 en Wayback Machine. Eilat, Dura (indoor)                           | Amir Weintraub       | Liang-chi Huang Amir Weintraub              |
| 20 de enero | USA F3 Archivado el 27 de febrero de 2014 en Wayback Machine. Weston, Tierra batida                          | Victor Crivoi        | Markus Eriksson Milos Sekulic               |
| 27 de enero | Alemania F4 Archivado el 2 de marzo de 2014 en Wayback Machine. Nussloch, Carpeta (indoor)                   | Thomas Schoorel      | Roman Jebavý Marek Michalicka               |
| 27 de enero | Argentina F1 Archivado el 2 de marzo de 2014 en Wayback Machine. Villa Carlos Paz, Tierra batida             | Andrea Collarini     | Tomás Lipovsek Eduardo Agustín Torre        |
| 27 de enero | Egipto F3 Archivado el 2 de marzo de 2014 en Wayback Machine. Sharm el-Sheikh, Tierra batida                 | Stefano Travaglia    | José Pereira Stefano Travaglia              |
| 27 de enero | Francia F3 Archivado el 23 de febrero de 2014 en Wayback Machine. Feucherolles, Dura (indoor)                | Maxime Authom        | Jonathan Eysseric Nicolas Renavand          |
| 27 de enero | Gran Bretaña F3 Archivado el 22 de febrero de 2014 en Wayback Machine. Sheffield, Dura (indoor)              | David Rice           | Edward Corrie Daniel Smethurst              |
| 27 de enero | Israel F3 Archivado el 13 de abril de 2014 en Wayback Machine. Eilat, Dura                                   | Amir Weintraub       | Lewis Burton Marcus Willis                  |
| 27 de enero | Turquía F1 Archivado el 13 de abril de 2014 en Wayback Machine. Antalya, Dura                                | Yann Marti           | Carlos Boluda Purkiss Roberto Ortega Olmedo |
| 27 de enero | USA F4 Archivado el 23 de febrero de 2014 en Wayback Machine. Palm Coast, Tierra batida                      | Gianni Mina          | Markus Eriksson Milos Sekulic               |

### Febrero
| Semana de     | Torneo                                                                                                  | Campeón                   | Finalista                                      |
| ------------- | --- | ------------------------- | ---------------------------------------------- |
| 3 de febrero  | Argentina F2 Archivado el 27 de marzo de 2014 en Wayback Machine. Arroyito, Tierra batida               | Patricio Heras            | No se disputó.                                 |
| 3 de febrero  | Egipto F4 Archivado el 14 de julio de 2014 en Wayback Machine. Sharm el-Sheikh, Tierra batida           | Stefano Travaglia         | Jessy Kalambay Issam Al Tawil                  |
| 3 de febrero  | Gran Bretaña F4 Archivado el 27 de marzo de 2014 en Wayback Machine. Península de Wirral, Dura (indoor) | Tom Farquharson           | Edward Corrie Daniel Smethurst                 |
| 3 de febrero  | Portugal F1 Archivado el 14 de julio de 2014 en Wayback Machine. Algarve, Dura                          | Oliver Golding            | Iván Arenas Gualda David Pérez Sanz            |
| 3 de febrero  | España F1 Archivado el 27 de marzo de 2014 en Wayback Machine. Peguera, Tierra batida                   | Jason Kubler              | Pedro Martínez Portero Jaume Antoni Munar Clar |
| 3 de febrero  | Turquía F2 Archivado el 14 de julio de 2014 en Wayback Machine. Antalya, Dura                           | Artem Smirnov             | Cem İlkel Anıl Yüksel                          |
| 10 de febrero | Croacia F1 Archivado el 27 de abril de 2014 en Wayback Machine. Zagreb, Dura (indoor)                   | Kyle Edmund               | Tomislav Brkić Janez Semrajc                   |
| 10 de febrero | Argentina F3 Archivado el 14 de abril de 2014 en Wayback Machine. Villa Allende, Tierra batida          | Gabriel Alejandro Hidalgo | Tiago Fernandes Bruno Sant'Anna                |
| 10 de febrero | Egipto F5 Archivado el 27 de abril de 2014 en Wayback Machine. Sharm el-Sheikh, Tierra batida           | Dennis Novak              | Lukas Marsoun Libor Salaba                     |
| 10 de febrero | Guatemala F1 Archivado el 2 de marzo de 2014 en Wayback Machine. Ciudad de Guatemala Dura               | Enrique López Pérez       | Marcelo Arévalo Christopher Díaz Figueroa      |
| 10 de febrero | Italia F1 Archivado el 25 de abril de 2014 en Wayback Machine. Sondrio, Dura (indoor)                   | Luca Vanni                | Roman Jebavý Robin Staněk                      |
| 10 de febrero | Portugal F2 Archivado el 15 de mayo de 2014 en Wayback Machine. Loulé, Dura                             | Stanislav Vovk            | No se disputó.                                 |
| 10 de febrero | España F2 Archivado el 15 de mayo de 2014 en Wayback Machine. Peguera, Tierra batida                    | Oriol Roca Batalla        | Jason Kubler Pol Toledo Bagué                  |
| 10 de febrero | Tailandia F1 Archivado el 9 de enero de 2014 en Wayback Machine. Nonthaburi, Dura                       | Chung Hyeon               | Yuichi Ito Hiroki Kondo                        |
| 10 de febrero | Turquía F3 Archivado el 19 de abril de 2014 en Wayback Machine. Antalya, Dura                           | Kimmer Coppejans          | Romain Arneodo Enzo Couacaud                   |
| 10 de febrero | USA F5 Archivado el 14 de abril de 2014 en Wayback Machine. Sunrise, Tierra batida                      | Yoshihito Nishioka        | Daniel Garza Hans Hach                         |
| 17 de febrero | Australia F1 Archivado el 28 de febrero de 2014 en Wayback Machine. Happy Valley, Dura                  | Jarmere Jenkins           | Marcus Daniell Dane Propoggia                  |
| 17 de febrero | Croacia F2 Archivado el 6 de marzo de 2014 en Wayback Machine. Zagreb, Dura (indoor)                    | Uladzimir Ignatik         | Toni Androić Nikola Mektić                     |
| 17 de febrero | Rusia F1 Archivado el 2 de marzo de 2014 en Wayback Machine. Moscú, Dura (indoor)                       | Antón Záitsev             | Yaraslau Shyla Andrei Vasilevski               |
| 17 de febrero | Egipto F6 Archivado el 27 de abril de 2014 en Wayback Machine. Sharm el-Sheikh, Tierra batida           | Dennis Novak              | Nikola Ćirić Alexandros Jakupovic              |
| 17 de febrero | El Salvador F1 Archivado el 17 de mayo de 2014 en Wayback Machine. Santa Tecla Tierra batida            | Éric Prodon               | Mateo Nicolás Martínez Rodrigo Sánchez         |
| 17 de febrero | Gran Bretaña F5 Archivado el 24 de septiembre de 2014 en Wayback Machine. Nottingham Dura (indoor)      | Daniel Smethurst          | Rémi Boutillier Quentin Halys                  |
| 17 de febrero | Italia F2 Archivado el 3 de diciembre de 2014 en Wayback Machine. Rovereto, Carpeta (indoor)            | Luca Vanni                | Marco Crugnola Luca Vanni                      |
| 17 de febrero | Portugal F3 Archivado el 15 de mayo de 2014 en Wayback Machine. Faro, Dura                              | Andrés Artuñedo           | Frederico Gil Frederico Ferreira Silva         |
| 17 de febrero | España F3 Archivado el 14 de abril de 2014 en Wayback Machine. Murcia Tierra batida                     | Markus Eriksson           | Markus Eriksson Milos Sekulic                  |
| 17 de febrero | Tailandia F2 Archivado el 1 de marzo de 2014 en Wayback Machine. Nonthaburi Dura                        | Alexis Musialek           | Chung Hyeon Nam Ji-sung                        |
| 17 de febrero | Turquía F4 Archivado el 19 de abril de 2014 en Wayback Machine. Antalya Dura                            | Kimmer Coppejans          | Romain Arneodo Enzo Couacaud                   |
| 17 de febrero | USA F6 Archivado el 14 de abril de 2014 en Wayback Machine. Boynton Beach, Tierra batida                | Yannick Maden             | Collin Altamirano Deiton Baughman              |
| 24 de febrero | Australia F2 Archivado el 4 de mayo de 2014 en Wayback Machine. Port Pirie, Dura                        | Luke Saville              | Maverick Banes Gavin Van Peperzeel             |
| 24 de febrero | Francia F4 Archivado el 4 de marzo de 2014 en Wayback Machine. Lille, Dura                              | Yannick Mertens           | Maxime Authom Jonathan Eysseric                |
| 24 de febrero | Italia F3 Archivado el 6 de marzo de 2014 en Wayback Machine. Trento                                    | Nikola Mektić             | Kevin Krawietz Fabrice Martin                  |
| 24 de febrero | Rusia F2 Archivado el 10 de marzo de 2014 en Wayback Machine. Yoshkar-Ola, Dura                         | Denís Molchanov           | Mijaíl Biriukov Denís Molchanov                |
| 24 de febrero | Egipto F7 Archivado el 27 de abril de 2014 en Wayback Machine. Sharm el-Sheikh, Tierra batida           | Hans Podlipnik            | Karim-Mohamed Maamoun Cristian Rodríguez       |
| 24 de febrero | Gran Bretaña F6 Archivado el 14 de julio de 2014 en Wayback Machine. Shrewsbury, Dura                   | Isak Arvidsson            | Luke Bambridge Toby Martin                     |
| 24 de febrero | India F1 Archivado el 4 de marzo de 2014 en Wayback Machine. Chandigarh, Dura                           | Antal van der Duim        | N. Sriram Balaji Ranjeet Virali-Murugesan      |
| 24 de febrero | Irán F1 Archivado el 14 de abril de 2014 en Wayback Machine. Kish, Dura                                 | Victor Crivoi             | Caio Silva Thales Turini                       |
| 24 de febrero | Kazajistán F1 Archivado el 13 de marzo de 2014 en Wayback Machine. Aktobe, Dura                         | Alekséi Vatutin           | Yaraslau Shyla Andrei Vasilevski               |
| 24 de febrero | España F4 Archivado el 14 de abril de 2014 en Wayback Machine. Cartagena, Tierra                        | Kamil Majchrzak           | Enzo Py Johan Sébastien Tatlot                 |
| 24 de febrero | Tailandia F3 Archivado el 13 de abril de 2014 en Wayback Machine. Nonthaburi, Dura                      | Chung Hyeon               | Lewis Burton Marcus Willis                     |
| 24 de febrero | Turquía F5 Archivado el 2 de marzo de 2014 en Wayback Machine. Antalya, Dura                            | Tomislav Brkić            | Sergei Bubka Sami Reinwein                     |
| 24 de febrero | USA F7 Archivado el 14 de abril de 2014 en Wayback Machine. Sunrise, Tierra                             | Darian King               | Jean-Yves Aubone Vahid Mirzadeh                |

### Marzo
| Semana de  | Torneo                                                                                 | Campeón                 | Finalista                         |
| ---------- | -------------------------------------------------------------------------------------- | ----------------------- | --------------------------------- |
| 3 de marzo | Australia F3 Archivado el 4 de mayo de 2014 en Wayback Machine. Mildura, Hierba        | Luke Saville            | Ryan Agar Gavin Van Peperzeel     |
| 3 de marzo | Canadá F1 Archivado el 8 de marzo de 2014 en Wayback Machine. Gatineau, Dura (indoor)  | Daniel Smethurst        | Edward Corrie Daniel Smethurst    |
| 3 de marzo | China F1 Archivado el 10 de marzo de 2014 en Wayback Machine. Guangzhou, Dura          | Zhe Li                  | Radu Albot Christopher Rungkat    |
| 3 de marzo | Egipto F8 Archivado el 14 de julio de 2014 en Wayback Machine. Sharm el-Sheikh Dura    | Hans Podlipnik-Castillo | Cătălin-Ionuț Gârd Steven Moneke  |
| 3 de marzo | Francia F5 Archivado el 4 de marzo de 2014 en Wayback Machine. Toulouse-Balma Dura (i) | Rudy Coco               | Antoine Benneteau Alexis Musialek |
| 3 de marzo | Gran Bretaña F7 Archivado el 7 de mayo de 2014 en Wayback Machine. Preston, Dura (i)   | Antal van der Duim      | Luke Bambridge Liam Broady        |
| 3 de marzo | India F2 Archivado el 14 de julio de 2014 en Wayback Machine. Bhimavaram, Dura         | Saketh Myneni           | Saketh Myneni Sanam Singh         |
| 3 de marzo | Irán F2 Archivado el 14 de abril de 2014 en Wayback Machine. Kish, Tierra              | Pedja Krstin            | Stephan Fransen Wesley Koolhof    |
| 3 de marzo | Italia F4 Archivado el 8 de mayo de 2014 en Wayback Machine. Palermo, Tierra           | Simone Vagnozzi         | Salvatore Caruso Omar Giacalone   |
| 3 de marzo | Kazajistán F2 Archivado el 7 de junio de 2014 en Wayback Machine. Aktobe, Dura (i)     | Andréi Rubliov          | Yaraslau Shyla Andrei Vasilevski  |
| 3 de marzo | España F5 Archivado el 29 de abril de 2014 en Wayback Machine. Reus, Tierra            | Jordi Samper            | Jason Kubler Pol Toledo Bague     |
| 3 de marzo | Turquía F6 Archivado el 4 de marzo de 2014 en Wayback Machine. Antalya, Dura           | Aldin Šetkić            | Erik Crepaldi Aldin Šetkić        |
| 3 de marzo | Ucrania F1 Archivado el 4 de marzo de 2014 en Wayback Machine. Cherkasy, Dura          | Artem Smirnov           | Vladyslav Manafov Filip Veger     |